# New York, unité spéciale
Pour les articles homonymes, voir Law and Order.
New York, police judiciaire New York, section criminelle
New York, unité spéciale, ou La Loi et l'Ordre : Crimes sexuels au Québec (Law and Order: Special Victims Unit), est une série télévisée américaine créée par Dick Wolf et diffusée depuis le 20 septembre 1999 sur le réseau NBC et au Canada sur le réseau CTV / CTV Two pour les 22 premières saisons, puis sur Citytv. En 2020, le programme devient la plus longue série toujours diffusée en prime time de toute l'histoire de la télévision américaine,.
Au Québec, la série est diffusée depuis le 1er septembre 2000 sur Séries+, en France depuis le 17 septembre 2000 sur TF1, et rediffusée depuis le 3 mars 2014 sur 13e rue et à partir du 21 août 2023 sur TMC. En Belgique sur RTL-TVI et sur Club RTL, et en Suisse sur RTS 1.
C'est la deuxième série de la franchise Law & Order. En 2021, elle connaît un spin-off centré sur Elliot Stabler : New York, crime organisé. 

## Synopsis
Une unité spéciale de la police de New York dirigée par le capitaine Olivia Benson, est chargée d'enquêter sur les crimes sexuels, en prenant en charge les victimes. Les enquêtes sont désormais menées par le sergent Odafin Tutuola, les inspecteurs Joe Velasco et Grace Muncy et les affaires sont menées en justice par le substitut du procureur Dominick Carisi. Ces policiers sont volontaires et confrontés aux crimes à connotation sexuelle, quelles qu'en soient les victimes.
Les inspecteurs sont confrontés aux agressions sexuelles intrafamiliales, aux crimes passionnels, à la traite d'êtres humains, aux violences contre les femmes par les groupes criminels, aux réseaux de pédophiles… Il est difficile de convaincre les victimes de témoigner au tribunal et de trouver des preuves pour condamner les criminels.
Chaque épisode commence par la phrase d'accroche, énoncée en voix off (voix interprétée par Daniel Beretta en français) et se concluant sur le son dun-dun, caractéristique des séries de Dick Wolf :

« Dans le système judiciaire, les crimes sexuels sont considérés comme particulièrement monstrueux. À New York, les inspecteurs qui enquêtent sur ces crimes sont membres d'une unité d'élite appelée Unité spéciale pour les victimes. Voici leurs histoires »

## Fiche technique
- Titre original : Law and Order: Special Victims Unit
- Titre français : New York, unité spéciale
- Titre québécois : La Loi et l'Ordre : Crimes sexuels
- Création : Dick Wolf
- Réalisation : Alex Chapple, Jean de Segonzac et Mike Slovis
- Décors : Dean Taucher
- Costumes : Juliet Polcsa
- Photographie : Michael Green
- Montage : Karen Stern, Jim Stewart et Leon Ortiz-Gill
- Musique : Mike Post
- Casting : Jonathan Strauss et Lynn Kressel
- Production : Robert Palm (saison 1), David J. Burke (saison 2), Neal Baer (saison 2-12), Warren Leight (saison 13-17), Rick Eid (saison 18), Michael Chernuchin (saison 19-)
  - Production déléguée : Dick Wolf, Peter Jankowski (saison 2-présent), Ted Kotcheff (saison 2-13), Julie Martin (saison 14-présent), Michael Smith (saison 14-présent)
- Sociétés de production : Wolf Films, Studios USA (1999-2002), Universal Television (2002-2004, 2011-présent), NBC Universal Television Studio (2004-2007), Universal Media Studios (2007-2011), Wolf Entertainment (2020-présent)
- Société de distribution : NBCUniversal Television Distribution
- Classement: Déconseillé aux moins de 10 ans et moins de 12 ans pour certains épisodes.
- Pays d'origine :  États-Unis
- Langue originale : anglais
- Genre : policier, drame
- Durée : 42 minutes

## Distribution

### Acteurs principaux
- Mariska Hargitay (VF : Dominique Dumont) : Inspecteur, Sergent, Lieutenant puis Capitaine Olivia Benson
- Ice-T (VF : Jean-Paul Pitolin) : Inspecteur puis Sergent Odafin Tutuola (depuis la saison 2)
- Peter Scanavino (VF : Jérôme Pauwels) : Inspecteur puis substitut du procureur Dominick "Sonny" Carisi Jr. (depuis la saison 16)
- Kevin Kane (en) (VF : Thomas Roditi) : Inspecteur Terry Bruno (depuis la saison 26, récurrent saisons 24 et 25)[7]
- Kelli Giddish (VF : Anne Dolan) : Inspecteur puis Sergent Amanda Rollins (saisons 13 à 24 & 27 à, invitée saison 25, récurrente saison 26)[8],[9]
- Aime Donna Kelly (VF : Amélia Ewu) : Capitaine Renee Curry (depuis la saison 27, invitée saisons 22 et 23, récurrente saisons 25 et 26)[10]

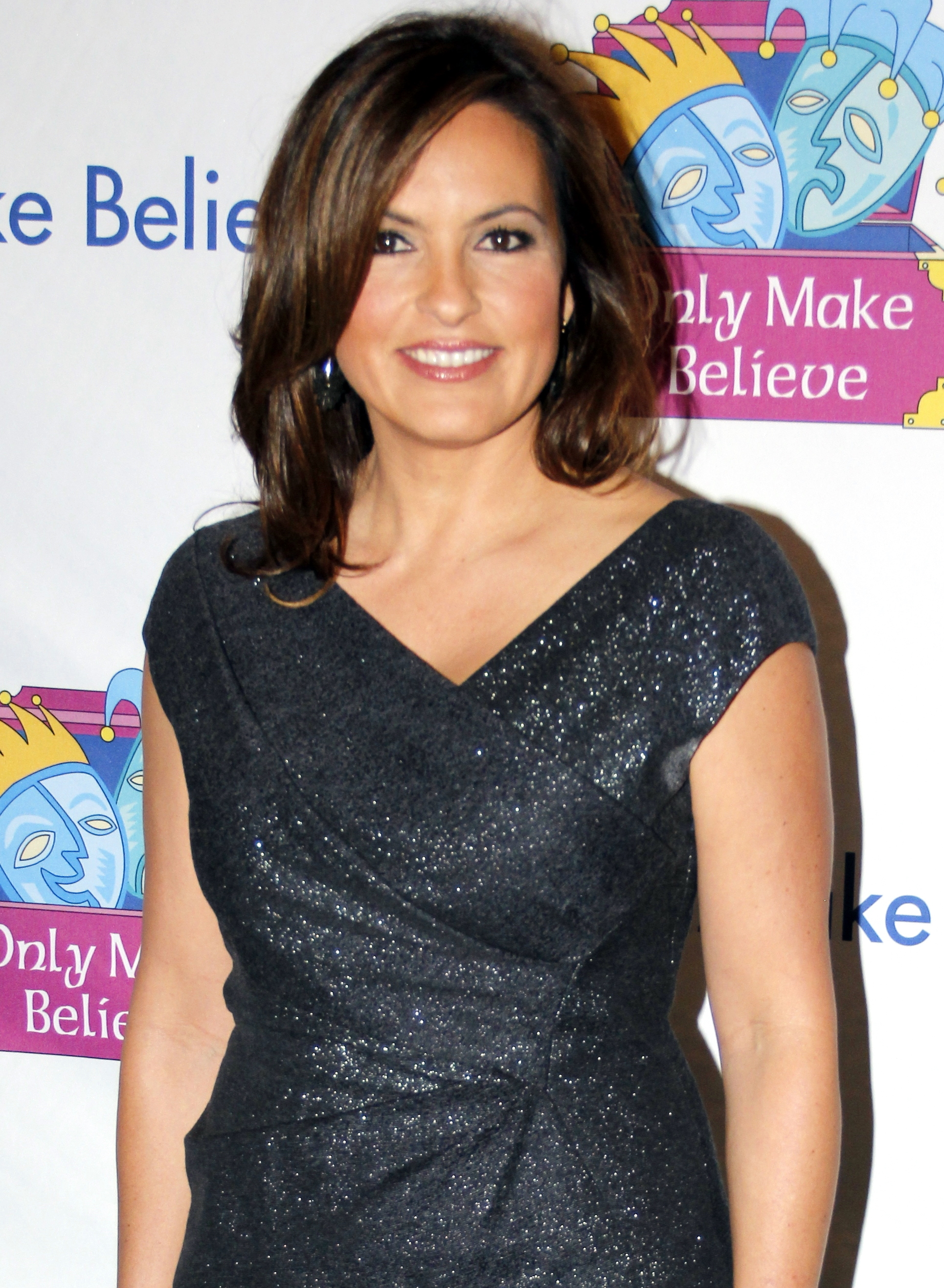
Mariska Hargitay interprète Olivia Benson
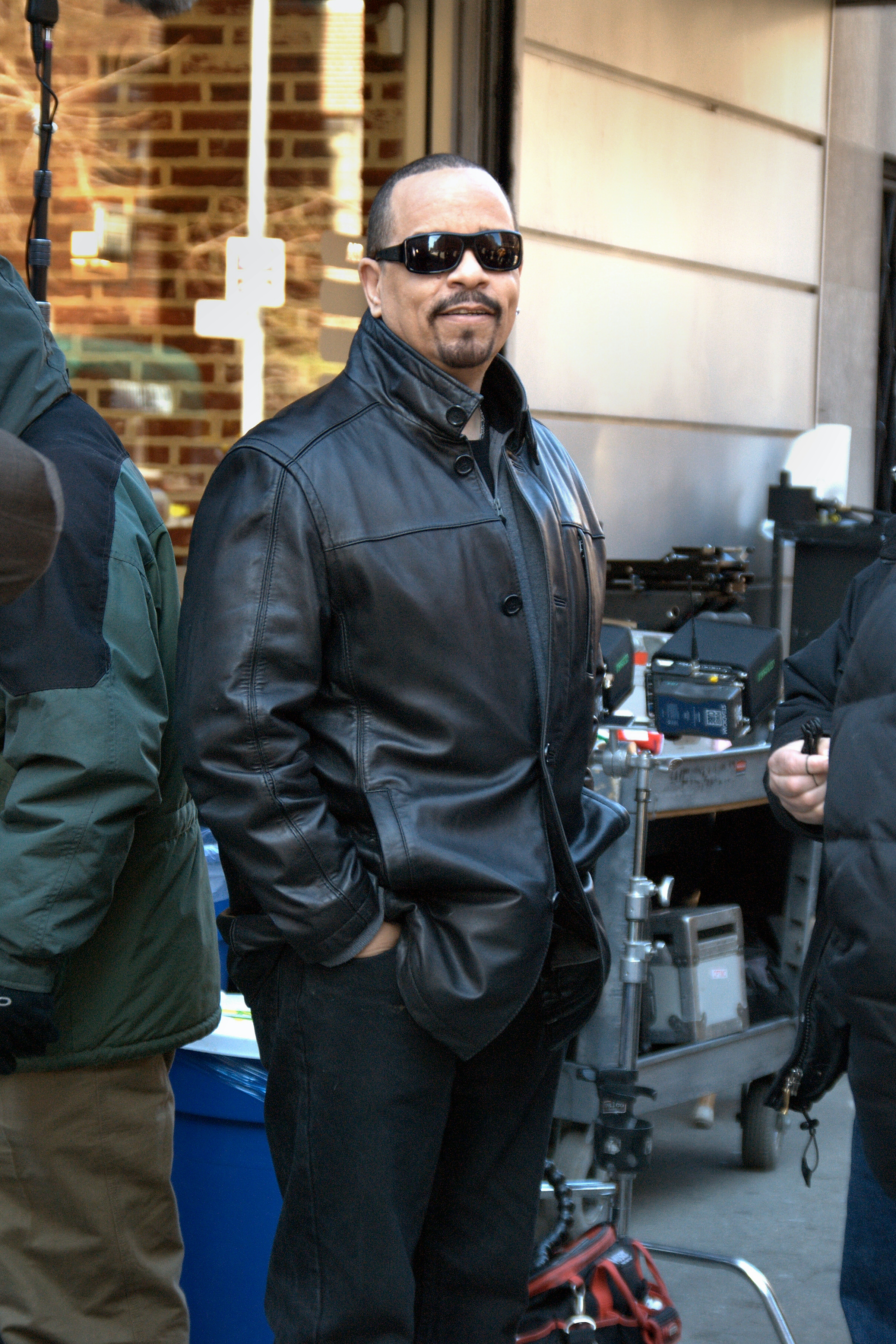
Ice-T interprète Odafin Tutuola
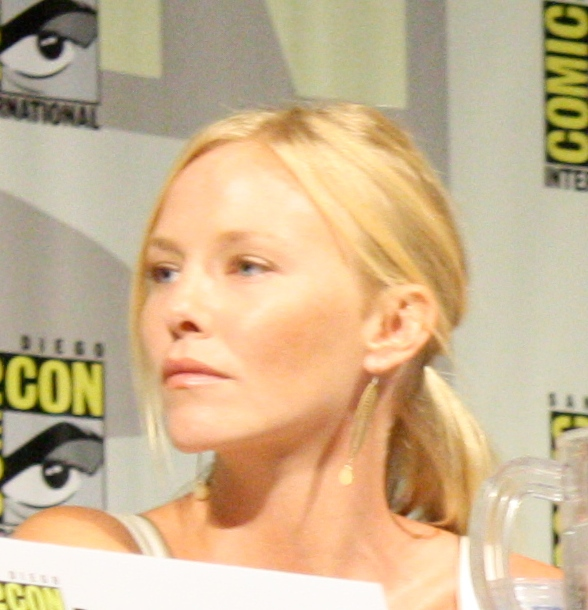
Kelli Giddish interprète Amanda Rollins

### Anciens acteurs principaux
- Michelle Hurd (VF : Élisabeth Fargeot) : l'inspecteur Monique Jeffries (saisons 1 et 2)
- Adam Beach (VF : Maurice Decoster) : l'inspecteur Chester Lake (saison 9 - récurrent saison 8)
- Michaela McManus (VF : Françoise Cadol) : Kim Greylek, Substitut du Procureur (saison 10)
- Diane Neal (VF : Laëtitia Lefebvre) : Casey Novak, substitut du procureur (saisons 5 à 9 - invitée saison 12 - récurrente saison 13)
- Stephanie March (VF : Dominique Vallée) : Alexandra Cabot, substitut du procureur (saisons 2 à 5 et 11 - invitée saisons 6 et 19 - récurrente saisons 10 et 13)
- B. D. Wong (VF : Xavier Fagnon) (1re voix, saisons 2 à 12) puis Antoine Nouel (2e voix, saisons 13 à 17) : Dr George Huang (saisons 4 à 12 - récurrent saisons 2 et 3 - invité saisons 13 à 15 et 17)
- Richard Belzer (VF : Julien Thomast) : le sergent John Munch (saisons 1 à 15 - invité saison 17)[11]
- Philip Winchester (VF : Jean-Pascal Quilichini) : le substitut du procureur Peter Stone (saisons 19 et 20)
- Jamie Gray Hyder (VF : Sarah Barzyk) : l'inspecteur Katriona Tamin (saisons 21 à 23)
- Dann Florek (VF : Jean-Louis Maury) (1re voix, saison 1) puis Serge Feuillard (2e voix, saisons 2 à 15 et 23) : le capitaine Don Cragen (saisons 1 à 15 - invité saisons 16 et 23)
- Tamara Tunie (VF : Sylvie Jacob) : Dr Melinda Warner (saisons 7 à 12 - récurrente saisons 2 à 6 puis 13 à 18 - invitée saisons 19 et 21 à 23)
- Danny Pino (VF : Xavier Fagnon) : l'inspecteur Nick Amaro (saisons 13 à 16, invité saison 23)
- Demore Barnes (VF : Daniel Njo Lobé) : Christian Garland, chef de la police (récurrent saison 21, principal saisons 22 et 23)
- Raúl Esparza (VF : Sébastien Desjours) : le substitut du procureur Rafael Barba (saisons 15 à 19 - récurrent saison 14 invité saisons 21 à 23)
- Christopher Meloni (VF : Jérôme Rebbot) : l'inspecteur Elliot Stabler (saisons 1 à 12 - invité saisons 22 à 24)[12]
- Molly Burnett (en) (VF : Chloé Berthier) : Inspecteur Grace Muncy (saison 24)[13]
- Octavio Pisano (VF : Jérémy Bardeau) : Inspecteur Joe Velasco (saison 23 à 26)[14]
- Juliana Aidén Martinez : Inspecteur Kate Silva (saison 26)[14]

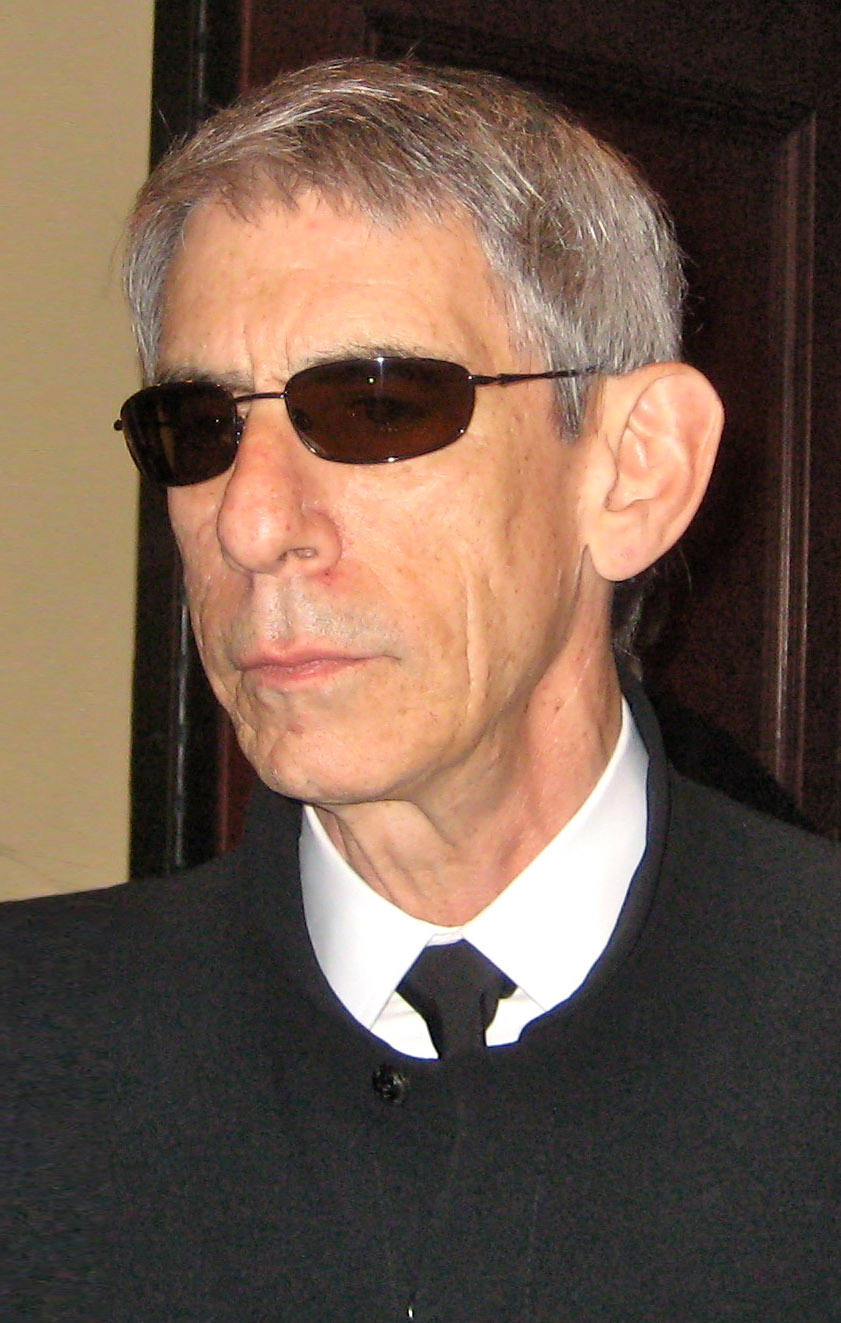
Richard Belzer a interprété John Munch
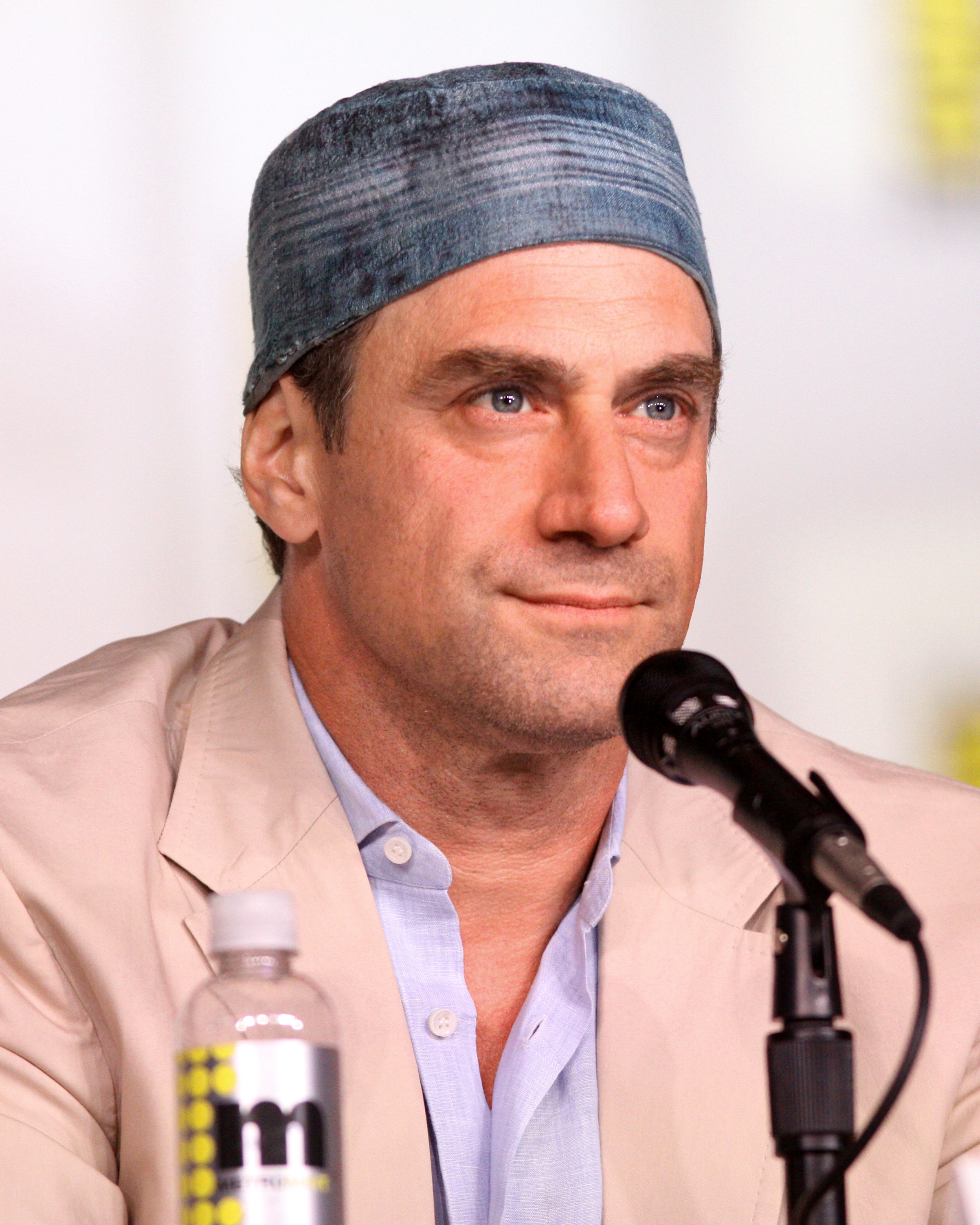
Christopher Meloni interprète Elliot Stabler
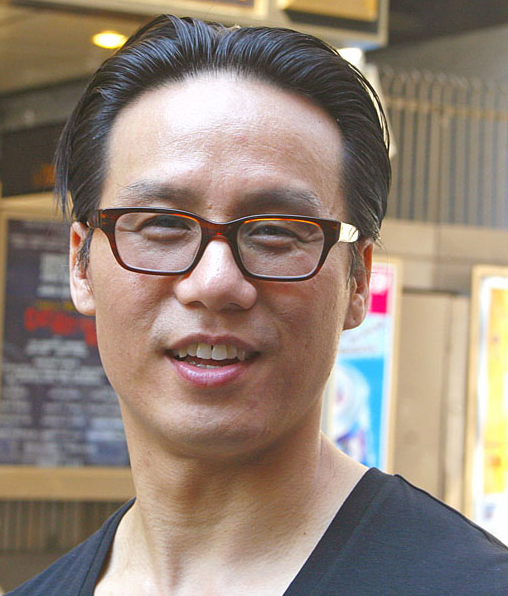
B. D. Wong a interprété George Huang
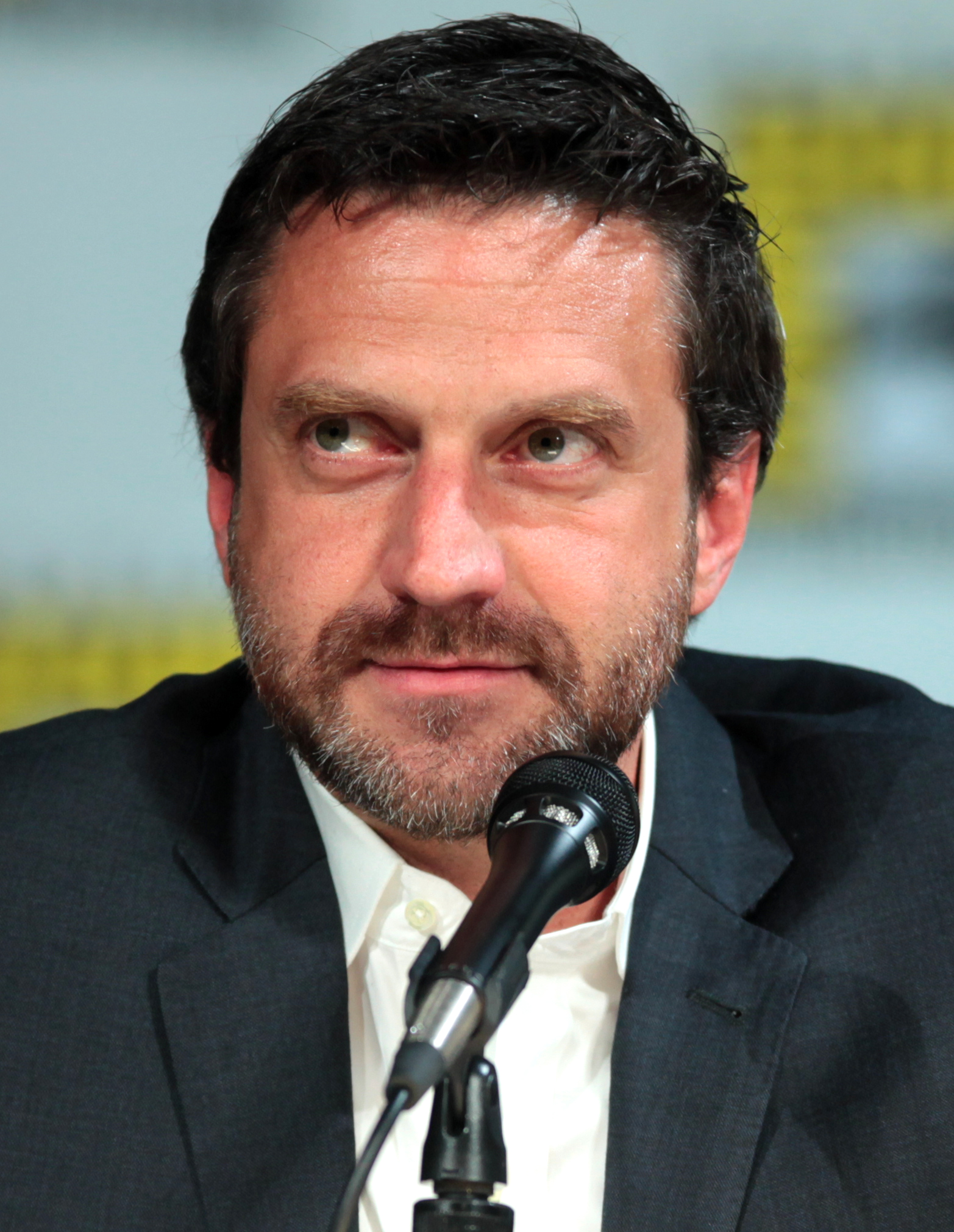
Raúl Esparza a interprété Rafael Barba
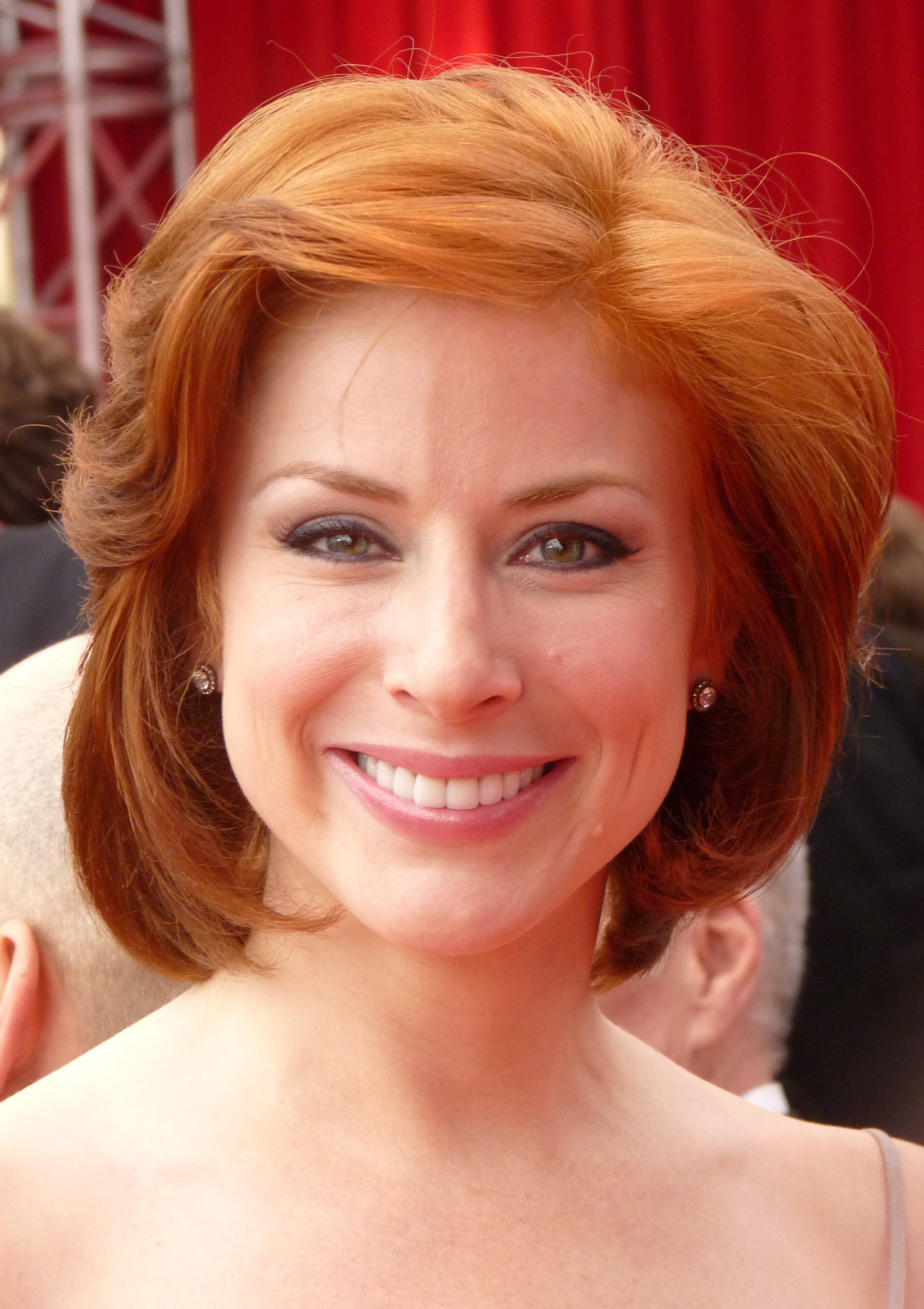
Diane Neal a interprétée Casey Novak
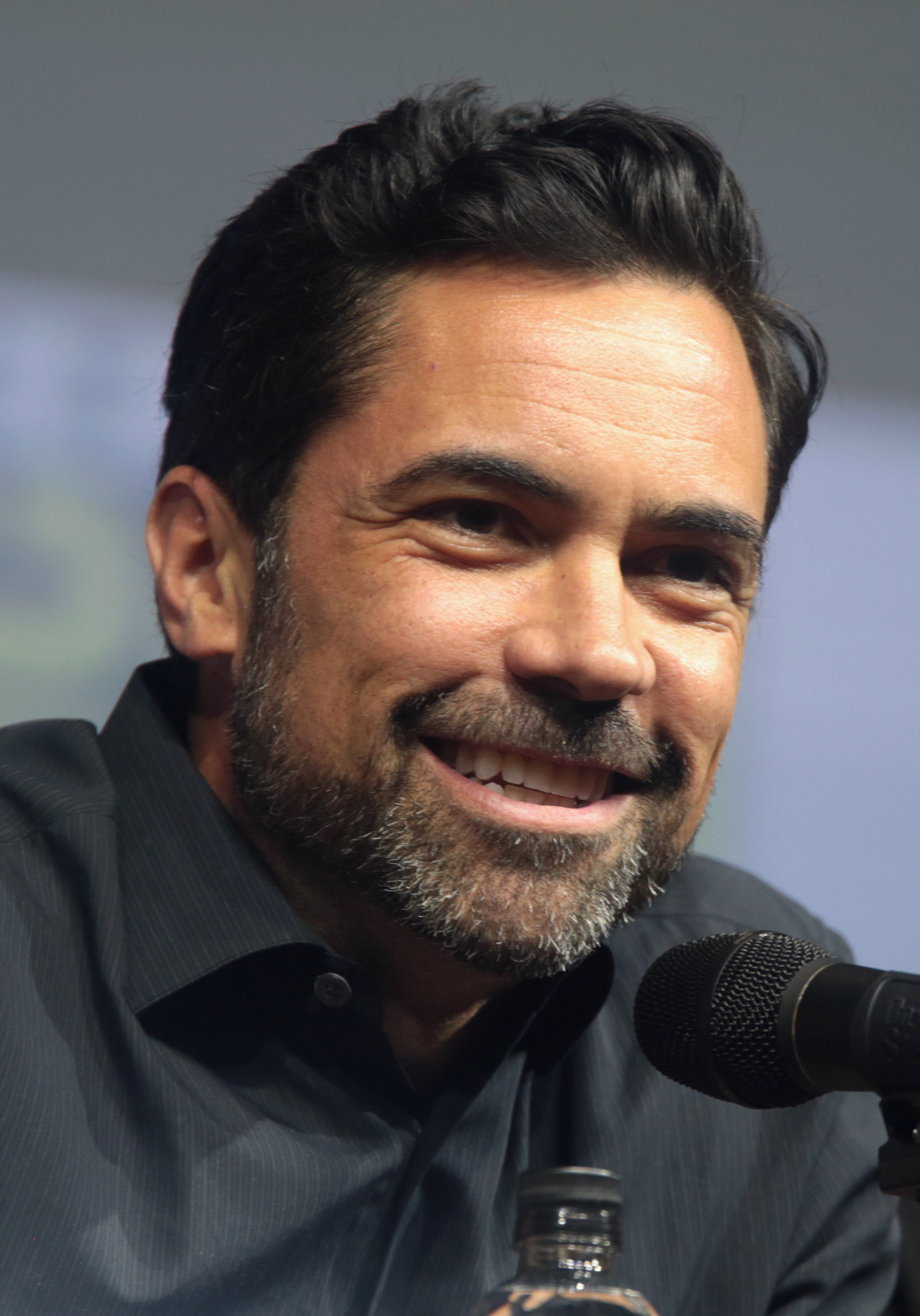
Danny Pino a interprété Nick Amaro
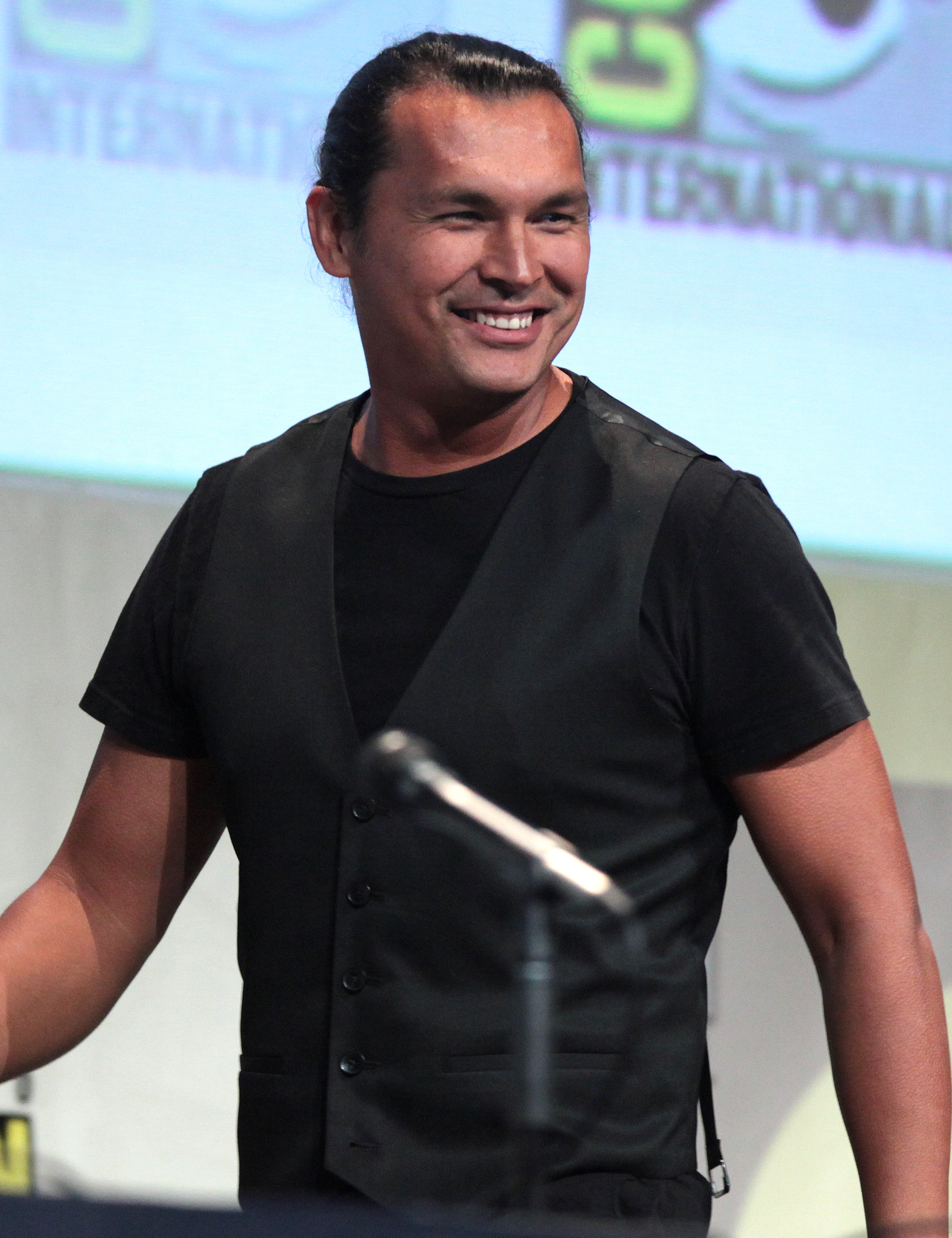
Adam Beach a interprété Chester Lake
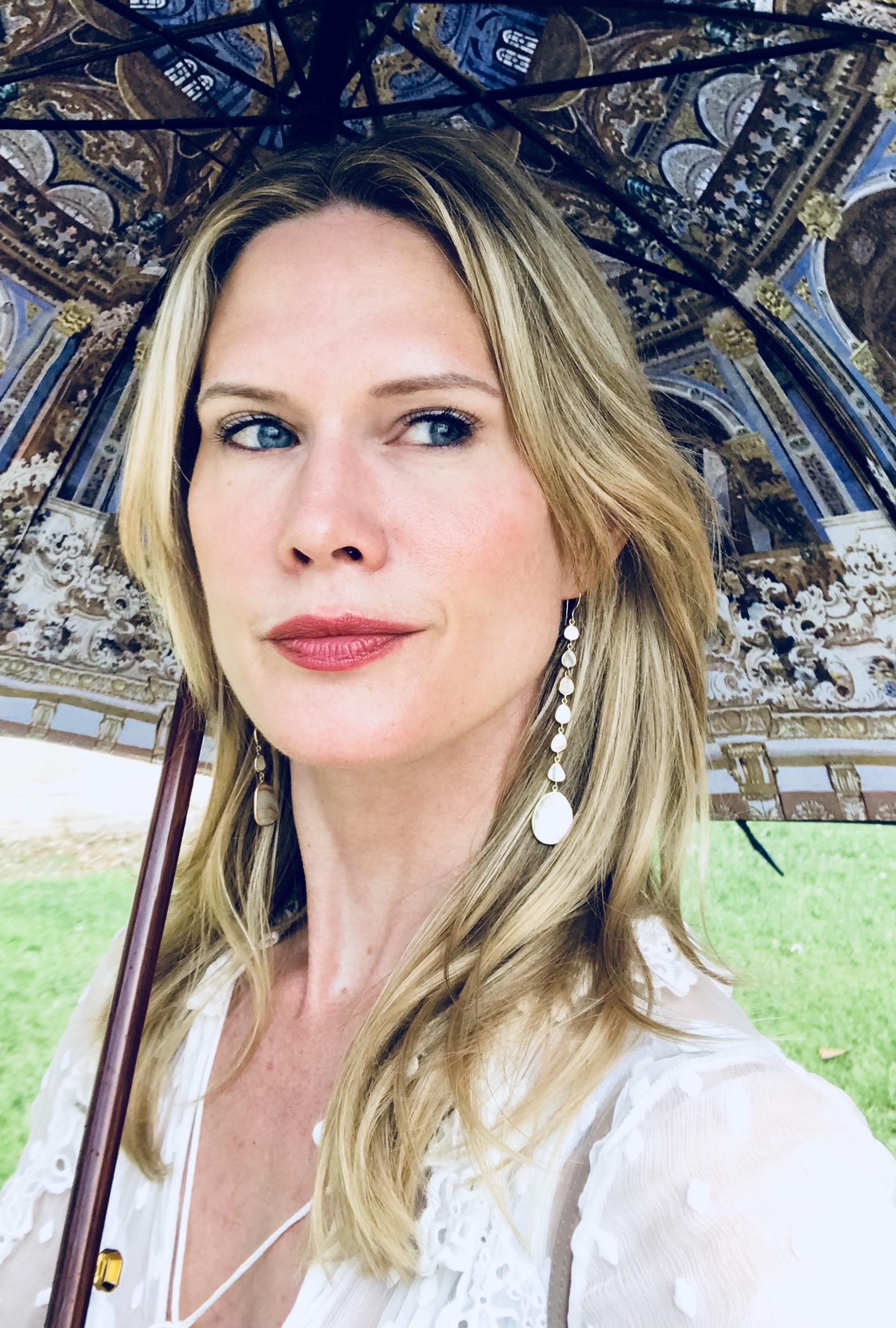
Stephanie March a interprétée Alexandra Cabot
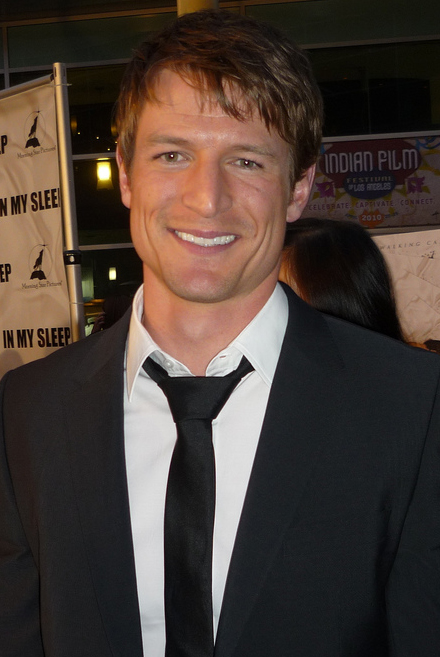
Philip Winchester a interprété Peter Stone
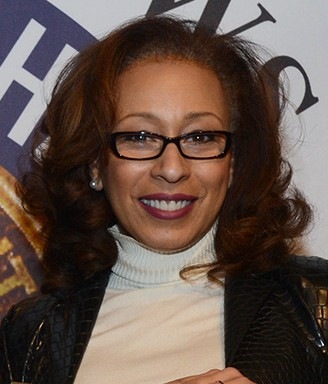
Tamara Tunie a interprétée Melinda Warner
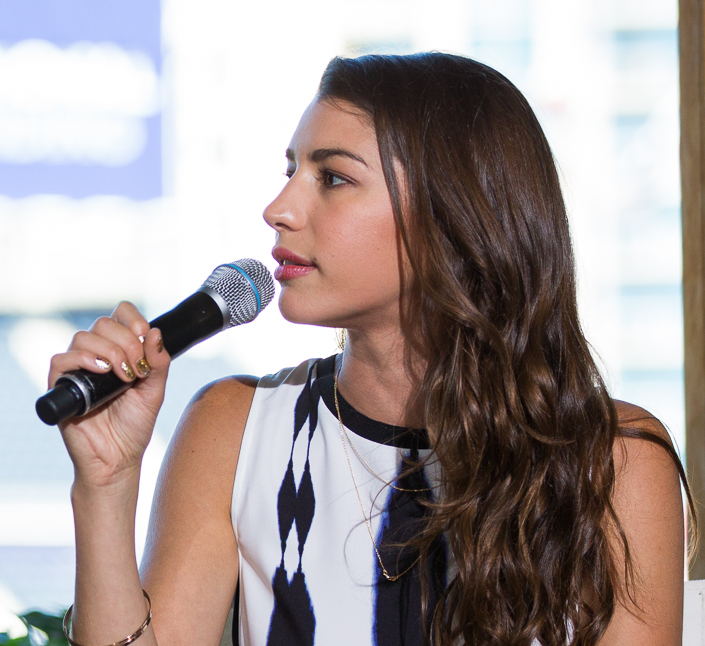
Jamie Gray Hyder a interprétée Katriona Tamin

### Acteurs récurrents
- Stephen C. Bradbury : Juge Colin McNamara (depuis la saison 13)
- Elizabeth Marvel (VF : Ariane Deviègue)[15] : Rita Calhoun, avocate de la défense (saisons 14 à 18, puis 22 et 26)
- Ryan Buggle : Noah Porter-Benson, le fils d'Olivia (depuis la saison 15)
- Charlotte Cabell puis Vivian Cabell : Jesse Rollins, fille d'Amanda (depuis la saison 17)
- Erin Anderson (VF : Sophie Baranes) : Avocat de la défense April Andrews (depuis la saison 21)
- Edie Salas Miller (VF : Shana Dugenet Valmy) : Officier Tiffany Gomez (depuis la saison 25)

### Anciens acteurs récurrents
- Fred Thompson (VF : William Sabatier) : Procureur Arthur Branch (saisons 4 à 7)
- Erin Broderick (VF : Dorothée Pousséo) : Maureen Stabler, fille d'Elliot Stabler (saisons 1 à 8)
- Connie Nielsen (VF : Françoise Cadol) : Inspecteur Dani Beck (saison 8)
- Mike Doyle (VF : Olivier Cordina) : Ryan O'Halloran, technicien de scène de crime (saisons 5 à 10)
- Noel Fisher (VF : Adrien Solis) : Dale Stuckey, technicien de scène de crime (saison 10)
- Sharon Stone (VF : Micky Sébastian) : Jo Marlowe, substitut du Procureur (saison 11, épisodes 21 à 24)
- Joel de la Fuente (VF : Luc Boulad) (1re voix, saisons 3 à 7) puis Benoît Du Pac (2e voix, saisons 8 à 12) : Ruben Morales, technicien informatique (saisons 3 à 12)
- Joanna Merlin (VF : Blanche Ravalec)[15] : Juge Lena Petrovsky (saisons 2 à 12)
- John Cullum (VF : Roger Carel) : Substitut du procureur puis juge Barry Moredock (saisons 4 à 12)
- Christine Lahti (VF : Josiane Pinson) : Sonya Paxton, substitut du Procureur[note 2] (saisons 11 et 12)
- Melissa Sagemiller (VF : Anne-Charlotte Pontabry) : Gillian Hardwicke, substitut du Procureur (saison 12)
- Viola Davis (VF : Pascale Vital) : Donna Emmett, avocate de la défense (saisons 4 à 10)
- Alex Kingston (VF : Catherine Privat) : Miranda Pond, avocate de la défense (saisons 11 et 12)
- David Thornton (VF : Jean-François Kopf) : Lionel Granger (saisons 5 à 11)
- Judith Light (VF : Monique Thierry) : Juge puis procureur Elisabeth Donnelly (saisons 3 à 12)
- Harry Connick, Jr. (VF : Sylvain Agaësse) : David Haden, premier Substitut du Procureur (saison 13)
- Linus Roache (VF : Tanguy Goasdoué) : Michael Cutter, premier Substitut du Procureur (saison 13)
- Francie Swift (VF : Ariane Deviègue) : Sherri West, substitut du Procureur (saisons 12 et 13)
- Marcia Gay Harden (VF : Anne Deleuze) (1re voix) puis Véronique Augereau (2e voix) : Agent Dana Lewis, FBI (saisons 7 à 14)
- Alana de la Garza (VF : Chantal Baroin) : Procureur Fédéral Consuela « Connie » Rubirosa (saison 15)
- Laura Benanti (VF : Marie Zidi) (1re voix, saisons 13 à 14) puis Laurence Bréheret (2e voix, saison 15) : Maria Grazie Amaro (saisons 13 à 15)
- Emma Greenwell (VF : Alice Taurand) : Ellie Porter, mère biologique de Noah (saisons 15 et 16)
- Dallas Roberts (VF : Tanguy Goasdoué) : Docteur Greg Yates (saisons 16 et 17)
- Jefferson Mays (en) (VF : Jean-François Lescurat) : Dr Carl Rudnick (saisons 16 et 17)
- Josh Pais (VF : Nicolas Marié) : Hank Abraham, commissaire adjoint aux Relations publiques (saisons 15 à 17)
- Jason Cerbone (VF : Pierre-Henri Prunel) : Lorenzo Desappio, avocat de la défense (saisons 14 à 17)
- Andy Karl (VF : Anatole de Bodinat) : Sergent Mike Dodds (saison 17)
- Greg Germann (VF : Pierre Tessier) : Derek Strauss, substitut du Procureur (saisons 14 à 18)
- Brooke Shields (VF : Rafaèle Moutier) : Sheila Porter, grand mère de Noah (saison 19)
- Sam Waterston (VF : Michel Paulin) : Procureur Jack McCoy (saisons 3, 9, 11 et 19)
- Jayne Houdyshell (VF : Isabelle Leprince)[15] : Juge Ruth Linden (saisons 3 à 19)
- Sandrine Holt (VF : Ségolène Alunni) : Psychologue Lisa Abernathy (saison 20)
- Dean Winters (VF : Lionel Melet) (1re voix, saison 1) puis Boris Rehlinger (2e voix, saisons 13 à 15 et 19) : Inspecteur Brian Cassidy (saison 1)[note 3] récurrent (saisons 13 à 15 puis 19 et 20)
- Ned Eisenberg (VF : Christian Vadim) : Roger Kressler, Avocat de la défense (saisons 3 et 5 à 8, invité saisons 4, 10, 11, 13, 14, 17, 19 et 20)
- Peter Gallagher (VF : Patrick Borg) : Sous-directeur William Dodds, puis agent de circulation (saisons 16 à 21)
- Michael Weston (VF : Christophe Lemoine) : Simon Marsden, frère d'Olivia Benson (saisons 8 et 13, puis 21)
- Robert John Burke (VF : Jean-Luc Kayser) (1re voix, saisons 3 à 16) puis François Dunoyer (2e voix, saisons 16 à 18) : Sergent, lieutenant, puis capitaine Ed Tucker (saisons 3 à 5, 8 à 12, puis 14 à 18 et 21)
- Lindsay Pulsipher (VF : Dorothée Pousséo) : Kim Rollins, sœur d'Amanda Rollins (saisons 14 à 18 puis 21)
- Delaney Williams (VF : Bernard Métraux) : John Buchanan, avocat de la défense (invité saison 11, 13, 15, 16, 17 , 18 et 21)
- Zuleikha Robinson (VF : Olivia Nicosia) : Chef de bureau Vanessa Hadid (saison 21)
- Jessica Phillips (en) (VF : Sabeline Amaury)[15] : Pippa Cox, avocate de la défense (saisons 14 à 17, puis 22)
- Jeffrey Scaperrotta (VF : Thomas Sagols) : Dickie Stabler, fils d'Elliot Stabler (saisons 1 à 11 puis 22)
- Allison Siko (VF : Patricia Legrand) (1re voix, saisons 3 à 7) puis Anouck Hautbois (2e voix, saisons 8 à 12) : Kathleen Stabler, fille d'Elliot Stabler (saisons 3 à 12 puis 22)
- Isabel Gillies (VF : Isabelle Maudet) : Kathy Stabler, femme d'Elliot Stabler (saisons 1 à 12 ; 22)
- Ernest Waddell (en) (VF : Jérémy Prévost) : Ken Randall, fils de Fin Tutuola (saison 6 à 22)
- Bill Irwin (VF : Patrick Béthune) : Dr Peter Lindstrom (saisons 15 à 18 ; 21 à 23)
- Donal Logue (VF : Pascal Germain)[15] : Lieutenant Declan Murphy (saisons 15 à 17 ; invité saison 23)
- Peter Hermann (VF : Constantin Pappas) : Trevor Langan, Avocat de La Défense (saisons 3 à 12, invité saisons 15, 16, 19, 21 et 23)
- Callie Thorne (VF : Maïté Monceau [saison 5], Elisabeth Fargeot [saison 5], Brigitte Aubry [saison 18]) : Nikki Staines, avocate de La Défense (invitée saisons 5, 18, 19, 20 et 23)
- Jenna Stern (VF : Laurence Mongeaud)[15] : Juge puis avocate de la défense Elana Barth (aison 13 à 23)
- Maurice Compte (VF : Fabrice Fara)[15] : Lieutenant Mike Duarte (saison 24)
- Terry Serpico (VF : Guillaume Orsat) : Tommy McGrath, chef de l'Unité Spéciale (saison 22 à 25)
- Betty Buckley (VF : Nathalie Bleynie) : Lorraine Maxwell (saison 23 et 24)
- Jordana Spiro (VF : Stéphanie Hédin) : Shannah Sykes (saison 25)

 Source et légende : version française (VF) sur RS Doublage

### Crossover avecChicago Police Department
- Jason Beghe (VF : Thierry Hancisse) : Sergent Henry « Hank » Voight
- Sophia Bush (VF : Barbara Delsol) : Inspecteur Erin Lindsay
- Jesse Lee Soffer (VF : Thibaut Belfodil) : Inspecteur Jay Halstead
- Jon Seda (VF : David Mandineau) : Lieutenant Antonio Dawson
- Stella Maeve (VF : Audrey Sablé) : Nadia DeCotis, employée civile du 21e district

## Épisodes

### Audience
| Saison | Nb d'épisodes | Jour et horaire                           | Début de saison   | Fin de saison | Audiences US (en millions) à J+7 | Rang |
| ------ | ------------- | ----------------------------------------- | ----------------- | ------------- | -------------------------------- | ---- |
| 1      | 22            | lundi 21 h (1999) vendredi 22 h (2000)    | 20 septembre 1999 | 19 mai 2000   | 12.18                            | 33   |
| 2      | 21            | vendredi 22 h                             | 20 octobre 2000   | 11 mai 2001   | 13.10                            | 29   |
| 3      | 23            | vendredi 22 h                             | 28 septembre 2001 | 17 mai 2002   | 15.20                            | 14   |
| 4      | 25            | vendredi 22 h                             | 27 septembre 2002 | 16 mai 2003   | 14.83                            | 16   |
| 5      | 25            | mardi 22 h                                | 23 septembre 2003 | 18 mai 2004   | 12.72                            | 21   |
| 6      | 23            | mardi 22 h                                | 21 septembre 2004 | 24 mai 2005   | 13.46                            | 23   |
| 7      | 22            | mardi 22 h                                | 20 septembre 2005 | 16 mai 2006   | 13.78                            | 24   |
| 8      | 22            | mardi 22 h                                | 19 septembre 2006 | 22 mai 2007   | 11.94                            | 38   |
| 9      | 19            | mardi 22 h                                | 25 septembre 2007 | 13 mai 2008   | 11.33                            | 30   |
| 10     | 22            | mardi 22 h                                | 23 septembre 2008 | 2 juin 2009   | 10.11                            | 39   |
| 11     | 24            | mercredi 21 h mercredi 22 h               | 23 septembre 2009 | 19 mai 2010   | 8.81                             | 44   |
| 12     | 24            | mercredi 21 h (2010) mercredi 22 h (2011) | 22 septembre 2010 | 18 mai 2011   | 8.84                             | 47   |
| 13     | 23            | mercredi 22 h                             | 21 septembre 2011 | 23 mai 2012   | 7.59                             | 67   |
| 14     | 24            | mercredi 21 h                             | 26 septembre 2012 | 22 mai 2013   | 7.30                             | 56   |
| 15     | 24            | mercredi 21 h                             | 25 septembre 2013 | 21 mai 2014   | 8.18                             | 46   |
| 16     | 23            | mercredi 21 h                             | 24 septembre 2014 | 20 mai 2015   | 8.71                             | 52   |
| 17     | 23            | mercredi 21 h                             | 23 septembre 2015 | 25 mai 2016   | 8.31                             | 52   |
| 18     | 21            | mercredi 21 h                             | 21 septembre 2016 | 24 mai 2017   | 7.39                             | 48   |
| 19     | 24            | mercredi 21 h                             | 27 septembre 2017 | 23 mai 2018   | 8.57                             | 39   |
| 20     | 24            | jeudi 22 h                                | 27 septembre 2018 | 16 mai 2019   | 7.41                             | 51   |
| 21     | 20            | jeudi 22 h                                | 26 septembre 2019 | 23 avril 2020 | 6.46                             | 55   |
| 22     | 16            | jeudi 21 h                                | 12 novembre 2020  | 3 juin 2021   | 6.78                             | 34   |
| 23     | 22            | jeudi 21 h                                | 23 septembre 2021 | 19 mai 2022   | 6.83                             | 29   |
| 24     | 22            | jeudi 21 h                                | 22 septembre 2022 | 18 mai 2023   | 6.89                             | 21   |
| 25     | 13            | jeudi 21 h                                | 18 janvier 2024   | 16 mai 2024   | 6.86                             | 20   |
| 26     | 22            | jeudi 21 h                                | 3 octobre 2024    | 15 mai 2025   |                                  |      |
| 27     | 24            |                                           | 2025              | 2026          |                                  |      |

### Réception critique
Le site Internet Movie Database présente une note de 8,1/10 basé sur les notes d'environ 128 000 internautes. Le site français Allociné, présente quant à lui une note de 3,2/5 pour plus de 14 900 notes

## Historique
Le concept de New York, unité spéciale prend sa source dans l'affaire du preppie murder. En 1986, Robert Chambers (en), avait étranglé Jennifer Levin, une femme qu'il fréquentait. Il expliquera pour sa défense avoir eu des relations sexuelles sadomasochistes consenties avec la victime à Central Park. Le crime inspira Dick Wolf pour l'épisode 4 de la saison 1 de New York, police judiciaire, Tombent les Filles. Même après avoir écrit l'épisode, l'affaire a continué à hanter Wolf, qui a voulu aller plus loin dans la psychologie du crime et examiner le rôle de la sexualité humaine.
Le premier titre de la série était Sex crimes (Crimes sexuels), ce qui reflétait la nature sexuelle des crimes figurant dans le programme. Au départ, les producteurs ne voulaient pas qu'en cas d'échec de Sex crimes cela puisse nuire à la série-mère New York, police judiciaire (Law & Order). En outre, Ted Kotcheff a voulu créer une nouvelle série qui ne dépendait pas de la réussite de la série originale. Dick Wolf a toutefois estimé qu'il était important et commercialement souhaitable d'avoir Law & Order dans le titre, et proposa initialement le titre Law & Order: Sex crimes. Barry Diller, alors à la tête de Studios USA, était lui aussi préoccupé par le titre qui devint Law & Order: Special Victims Unit faisant référence à la réelle unité du New York City Police Department (NYPD) chargée des crimes sexuels. Le premier épisode, La Loi du Talion, fut diffusé sur NBC le 20 septembre 1999.

## Commentaires
Contrairement à New York, police judiciaire, dont cette série est dérivée, l'action ne conduit pas forcément à un procès. Ainsi, ce sont l'unité et les enquêtes qui sont menées par les détectives qui sont mises en avant pendant toute la durée des épisodes.
Comme toutes les séries produites par Dick Wolf, New York, unité spéciale n'est pas tournée à Hollywood mais entièrement dans New York même.
La série a pris l'habitude d'accueillir de prestigieuses guets-stars. Ainsi, en 2010, lors de la saison 11, Sharon Stone a interprété, le temps de quatre épisodes, une ex-flic devenue procureure, et Isabelle Huppert est apparue dans l'épisode 24, À la folie (Shattered), diffusé le 28 octobre 2010 sur RTL et le 8 novembre 2010 sur TF1. Elle y incarnait Sophie Gérard, une mère française d'un enfant dont elle n'a plus la garde, et donnait la réplique à Sharon Stone.
Ice-T, avant sa participation à la série, était déjà apparu dans une autre série créée par Dick Wolf, Players, les maîtres du jeu (Players).
Cas extrêmement rare dans l'univers des séries TV, Richard Belzer reprend ici le personnage de John Munch, personnage qui appartenait à une précédente série policière, Homicide, se déroulant à Baltimore, dans le Maryland. Même si des personnages des deux franchises se sont rencontrés plusieurs fois, Homicide n'appartient pas à l'univers fictionnel des séries Law and Order développées par Dick Wolf, et n'est aucunement liée à New York, unité spéciale. Le personnage de John Munch est également apparu dans l'épisode 5.3 Unusual Suspects d’X-Files.
B.D. Wong et Christopher Meloni avaient déjà travaillé dans une même série quelques années auparavant : il s'agit d’Oz. Dean Winters, qui a participé à la série dans les premiers épisodes, y avait également participé.

## Production
Le 27 avril 2006, la série est renouvelée pour une huitième saison.
Le 17 janvier 2007, NBC renouvelle la série pour une neuvième saison.
Le 12 avril 2010, la série est renouvelée pour une douzième saison.
Le 9 mai 2012, la série est renouvelée pour une quatorzième saison par NBC.
Le 7 mai 2014, la série est renouvelée pour une seizième saison.
Le 5 février 2015, la série est renouvelée pour une dix-septième saison.
Le 1er février 2016, la série est renouvelée par NBC pour une dix-huitième saison.
Le 12 mai 2017, la série est renouvelée pour une dix-neuvième saison.
Le 10 mai 2018, la série est renouvelée pour une vingtième saison.
Le 29 mars 2019, NBC renouvelle la série pour une vingt-et-unième saison.
Le 27 février 2020, NBC renouvelle la série pour trois saisons. La série atteindra donc 24 saisons soit 2 saisons de plus que Law & Order qui est de retour depuis 2022.
En raison de la pandémie de Covid-19, les saisons 21 et 22 figurent parmi les trois saisons les plus courtes de la série, avec respectivement vingt et seize épisodes, avant, seule la 9e saison comportait si peu d'épisodes (19 épisodes).
Le 10 avril 2023, NBC renouvelle la série pour une saison supplémentaire, elle atteindra donc la vingt-cinquième saison.
Le 21 mars 2024, NBC renouvelle la série pour une vingt-sixième saison.
Le 8 mai 2025, la série est renouvelée pour une vingt-septième saison par NBC.